# Кол сир Луп
Кол сир Луп (фр. Colle-sur-Loup) је насељено место у Француској у региону Прованса-Алпи-Азурна обала, у департману Приморски Алпи.
По подацима из 2011. године у општини је живело 7701 становника, а густина насељености је износила 784,22 становника/km².

## Демографија
| 1962. | 1968. | 1975. | 1982. | 1990. | 2011. |
| ----- | ----- | ----- | ----- | ----- | ----- |
| 2.096 | 2.611 | 3.700 | 4.749 | 605   | 7.701 |